# 1. Amateurliga Südwest 1952/53
Die 1. Fußball-Amateurliga Südwest 1952/53 war die erste Saison der drittklassigen 1. Amateurliga im regionalen Männerfußball des südlichen Teils des Landes Rheinland-Pfalz und der Vorgänger der Fußball-Verbandsliga Südwest. Die 1. Amateurliga Südwest wurde 1952 aus einer Zusammenlegung der Landesligen Rheinhessen/Nahe, Westpfalz und Vorderpfalz gebildet und existierte bis zur Saison 1977/78 als dritthöchste Liga. Nach Einführung der Oberliga Südwest 1978 als höchste Amateurspielklasse wurde die Spielklasse in „Verbandsliga Südwest“ umbenannt und war ab diesem Zeitpunkt nur noch viertklassig.

## Abschlusstabelle
Die Meisterschaft gewann der BSC Oppau, der die Aufstiegsrunde zur II. Division Südwest erfolgreich mit dem Aufstieg beendete. Der FSV Schifferstadt nahm als Südwest-Vertreter an der Deutschen Fußball-Amateurmeisterschaft 1953 teil, kam aber über die Gruppenphase nicht hinaus. Der FC Sobernheim, die SG Waldfischbach und der SV Mundenheim mussten nach dieser Saison in die 2. Amateurliga absteigen. Für die nachfolgende Saison 1953/54 kamen aus den 2. Amateurligen die Aufsteiger VfL Neuhofen und Normannia Pfiffligheim, aus der II. Division die Absteiger VfL Neustadt und SpVgg Weisenau.
| Pl. | Verein                 | Sp. | Tore  | Punkte |
| --- | ---------------------- | --- | ----- | ------ |
| 01. | BSC Oppau              | 30  | 81:32 | 42:18  |
| 02. | VfR Friesenheim        | 30  | 67:35 | 41:19  |
| 03. | FSV Schifferstadt      | 30  | 69:50 | 35:25  |
| 04. | Phönix Bellheim        | 30  | 80:59 | 33:27  |
| 05. | SV Alsenborn           | 30  | 87:80 | 32:28  |
| 06. | TuS 1882 Hochspeyer    | 30  | 74:75 | 31:29  |
| 07. | SpVgg Idar             | 30  | 72:85 | 31:29  |
| 08. | Palatia Böhl           | 29  | 60:61 | 30:28  |
| 09. | SpVgg 08 Oberstein     | 30  | 57:53 | 30:30  |
| 10. | SC West Kaiserslautern | 30  | 44:53 | 30:30  |
| 11. | SpVgg Ingelheim        | 30  | 61:60 | 29:31  |
| 12. | SV Gonsenheim          | 30  | 52:62 | 28:32  |
| 13. | Fontana Finthen        | 30  | 62:91 | 23:37  |
| 14. | FC Sobernheim          | 30  | 54:85 | 22:38  |
| 15. | SG Waldfischbach       | 30  | 53:86 | 21:39  |
| 16. | SV Mundenheim          | 29  | 57:63 | 20:38  |